# Satraparchis tricolor
Satraparchis tricolor är en fjärilsart som beskrevs av John Obadiah Westwood 1841. Satraparchis tricolor ingår i släktet Satraparchis och familjen mätare. Inga underarter finns listade.